# Thor Nielsen
Thor Nielsen (Copenhague, 11 de julio de 1959) es un deportista danés que compitió en piragüismo en las modalidades de aguas tranquilas y maratón.

## Palmarés internacional

### Piragüismo en aguas tranquilas
Ganó cinco medallas en el Campeonato Mundial de Piragüismo entre los años 1985 y 1994. Participó en los Juegos Olímpicos de Barcelona 1992 y Atlanta 1996, sus mejores actuaciones fueron dos sextos puestos (1992: K2 500 m, 1996: K2 1000 m).
| Campeonato Mundial | Campeonato Mundial        | Campeonato Mundial | Campeonato Mundial |
| Año                | Lugar                     | Medalla            | Evento             |
| ------------------ | ------------------------- | ------------------ | ------------------ |
| 1985               | Malinas (Bélgica)         | Medalla de bronce  | K4 10 000 m        |
| 1987               | Duisburgo (RFA)           | Medalla de plata   | K2 10 000 m        |
| 1993               | Copenhague (Dinamarca)    | Medalla de plata   | K1 1000 m          |
| 1993               | Copenhague (Dinamarca)    | Medalla de oro     | K1 10 000 m        |
| 1994               | Ciudad de México (México) | Medalla de oro     | K2 1000 m          |

### Piragüismo en maratón
En la modalidad de maratón, obtuvo cuatro medallas en el Campeonato Mundial de Piragüismo en Maratón entre los años 1988 y 1998.
| Campeonato Mundial | Campeonato Mundial          | Campeonato Mundial | Campeonato Mundial |
| Año                | Lugar                       | Medalla            | Evento             |
| ------------------ | --------------------------- | ------------------ | ------------------ |
| 1988               | Nottingham (Reino Unido)    | Medalla de oro     | K2                 |
| 1990               | Copenhague (Dinamarca)      | Medalla de oro     | K2                 |
| 1998               | Ciudad del Cabo (Sudáfrica) | Medalla de plata   | K1                 |
| 1998               | Ciudad del Cabo (Sudáfrica) | Medalla de bronce  | K2                 |